# الکتریک سیتی (واشینگتن)
الکتریک سیتی (به انگلیسی: Electric City) شهری در شهرستان گرانت ایالت واشنگتن است که در سرشماری سال ۲۰۱۰ میلادی، ۹۶۸ نفر جمعیت داشته است. 